# Ash Is a Robot
Ash Is a Robot ist eine portugiesische Rock-Gruppe aus Setúbal, die 2012 gegründet wurde. Die Band besteht aus Frontmann Claudio Ánibal, Gitarrist und Bassist Francisco Caetano, Gitarrist Renato Sousa und Schlagzeuger Vasco Rydin. Die Band mischt elektronische Samples mit Einflüssen aus dem Metalcore und dem Post-Hardcore, sowie Elementen des Post-Rock. Die erste, selbstbetitelte Platte erschien 2012 bei Hummus Records.

## Geschichte
Ash Is a Robot wurde 2012 in Setúbal gegründet und nahm noch im selben Jahr ihr selbstbetiteltes Debüt-Album auf. Der Name ist an ein Zitat aus dem Film Alien angelehnt. Als Parker erkennt, dass Ash ein Roboter ist, ruft er aus „Ash Is a Goddamn Robot!“.
Bis 2014 spielte die Band weit über 100 Konzerte, unter anderem auf dem Sziget und dem Resurrection Fest.
2015 veröffentlichte Ash Is a Robot die Single Sleep Paralysis und dazu eine EP mit vier Akustik-Cover. Mit der EP ging Ash Is a Robot auf eine fast zweimonatige Europa-Tour durch England, Holland, Belgien, Deutschland, Schweiz, Frankreich und Spanien. Auch 2015 war Ash Is a Robot als Vorband für The Color Morale auf Europa-Tour und war unter anderem auf dem „dit is schade!“ Festival Headliner. 
Eine weitere Europa-Tour, die für November 2015 geplant wurde, musste die Band nach dem ersten Konzert in Lissabon absagen, nachdem sich Sänger Claudio Ánibal während des Auftritts einen Splitterbruch im Fußknöchel zugezogen hatte. Ein Teil der Europa-Termine wurde im Mai 2016 als „Tres Lunas“-Tour nachgeholt.
2016 kündigte die Band an, erneut im Studio zu sein, die erste Single Schrödingers Whale featuring Garret Rapp von The Color Morale erschien im November 2016. Das zweite Album soll Mitte 2017 erscheinen.

## Stil

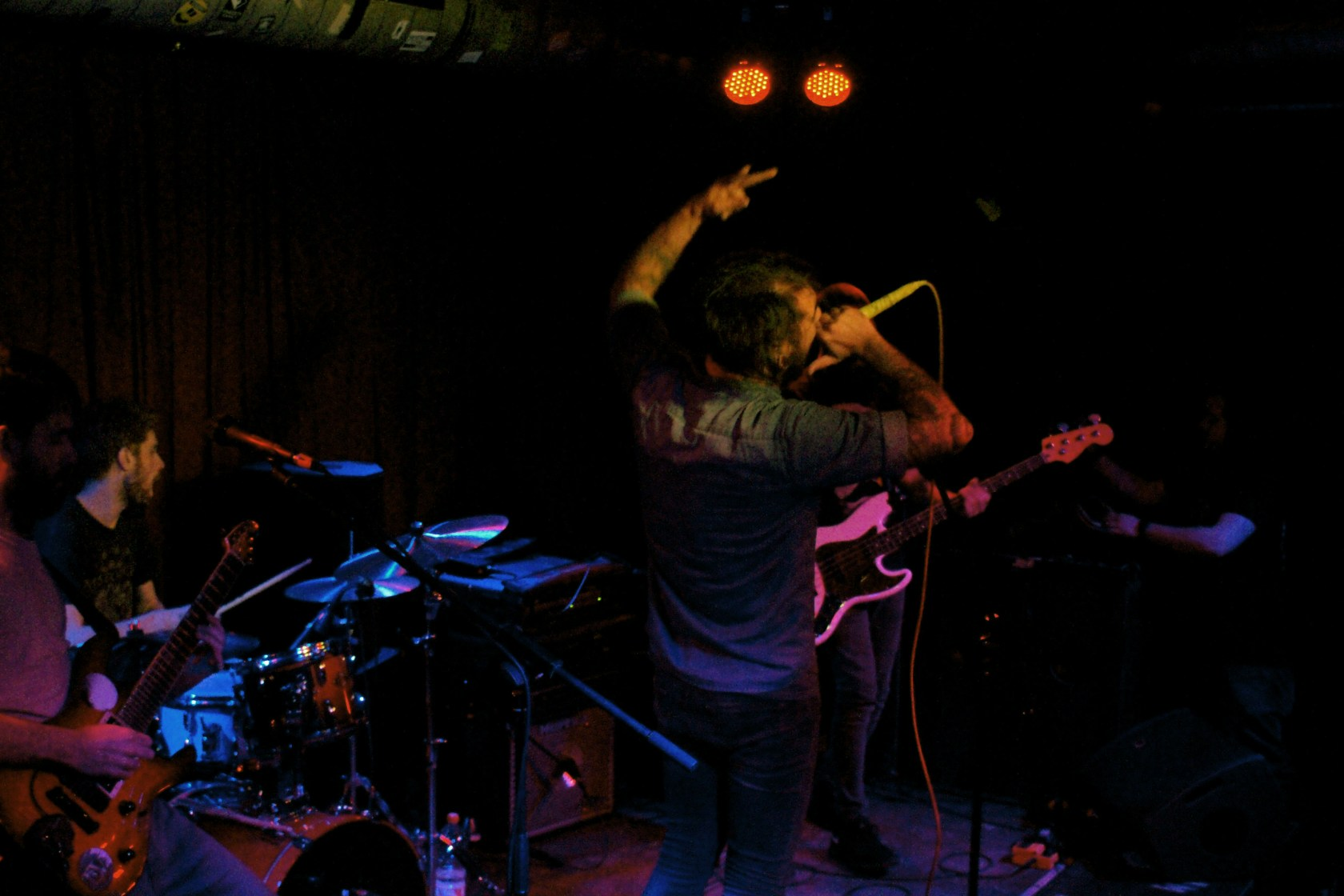
Ash is a Robot (2016)

Auf ihrem selbstbetitelten Debüt-Album vereint die Band Metalcore mit Post-Rock-Einflüssen und elektronischen Elementen. 
Nach einigen Covern zeichnet sich mit der neusten Single Schrödingers Whale eine Entwicklung ab, bei der Ash Is a Robot sich von ihren Wurzeln im Post-Hardcore wegbewegen. Als Vorbild nennt die Band unter anderem King Crimson, Refused und Converge to Sparta.

## Diskografie
- 2013: Ash Is a Robot (Ragingplanet)
- 2015: Sympathetic Vibrations (EP, Ragingplanet)
- 2017: Return of the Pariah: The Chronicles of Edward (Ragingplanet)